# Volga–Donkanalen
Volga–Donkanalen är en rysk kanal som sammanbinder floden Volga från Krasnoarmejsk med floden Don vid Kalatj.
År 1697 anlitade Peter den store en engelsk ingenjör till att bygga en kanal mellan Volga och Don. Projektet genomfördes aldrig och 1887 presenterades planerna för den nuvarande kanalen. 
Kanalbygget startades före andra världskriget men låg nere under den tyska offensiven. Kanalen byggdes till största delen av fångar från olika gulag- och arbetsläger. Under 1952 arbetade mer än 100 000 fångar vid kanalbygget. Den drygt 100 kilometer långa kanalen med 13 slussar invigdes den 27 juli 1952.
Den kan transportera fartyg med en dräktighet på upp till 5 000 ton som lyfts 88 meter upp från Volga, med hjälp av 9 slussar, till en reservoar och därefter 44 meter ned till Don via ytterligare två reservoarer och 4 slussar. Det vanligaste godset är timmer mot väst och kol mot öst. Under Krimkrisen förflyttades flera ryska örlogsfartyg från Kaspiska havet till Azovska sjön genom kanalen.
Kanalen försörjs med vatten från 
Don som pumpas via tre pumpstationer med tillhörande reservoarer till kanalens högsta punkt, 44 meter över Don. Förutom sin roll för sjöfarten har kanalen även en viktig roll som bevattningssystem för jordbruket i regionen.
En ny 700 kilometer lång kanal, den så kallade Eurasiakanalen, genom norra Kaukasus har projekterats. Den skall förbättra förbindelsen mellan de två innanhaven och har fått stöd av bland andra Kazakstan och Kina.

## Galleri

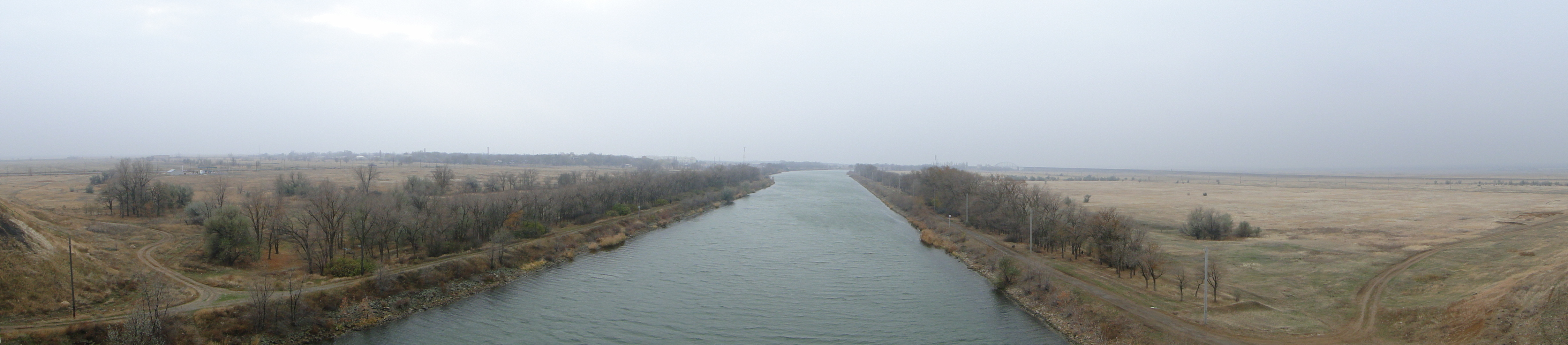
Panorama över kanalen.
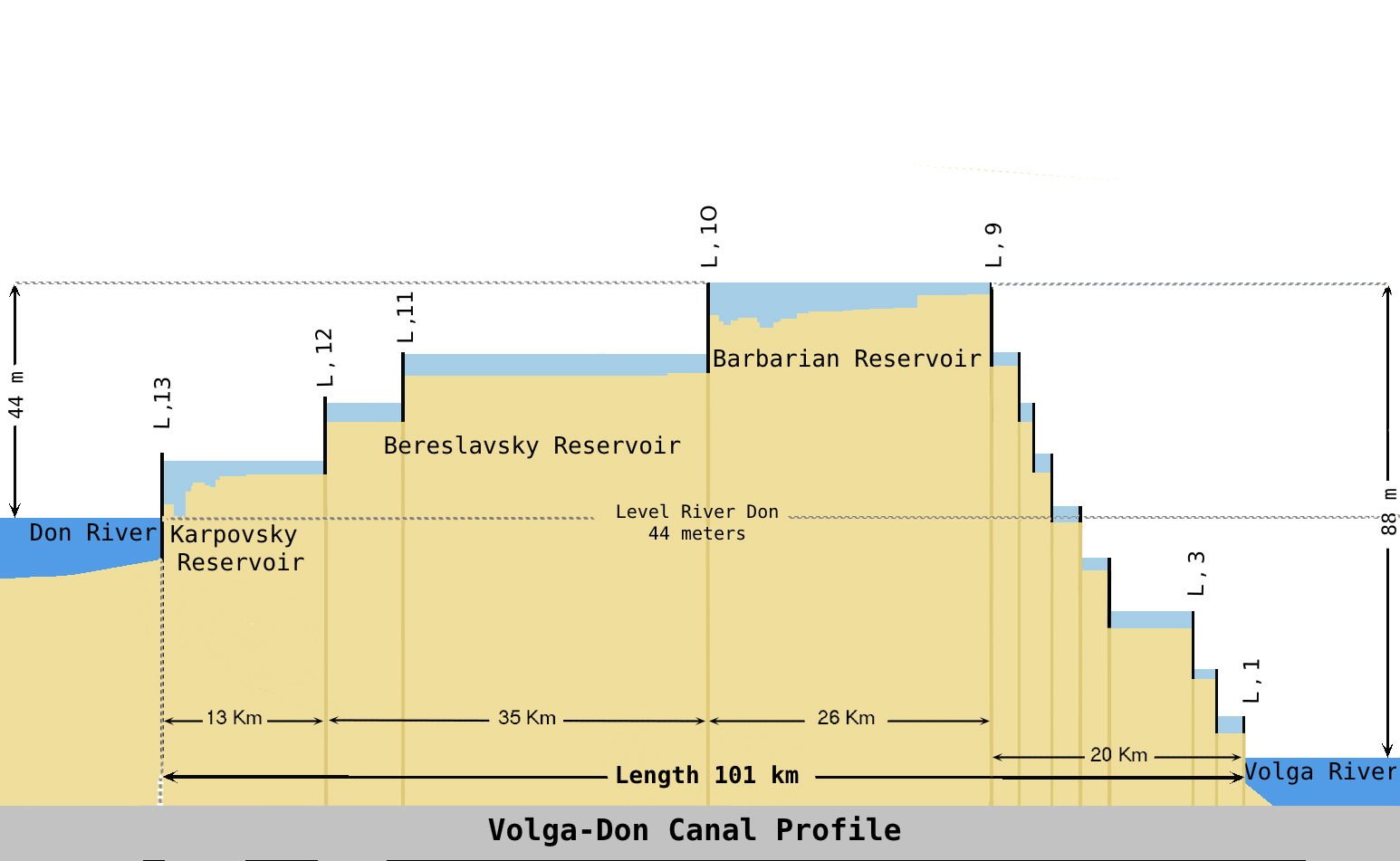
Kanalprofil.